# Diamantbollen

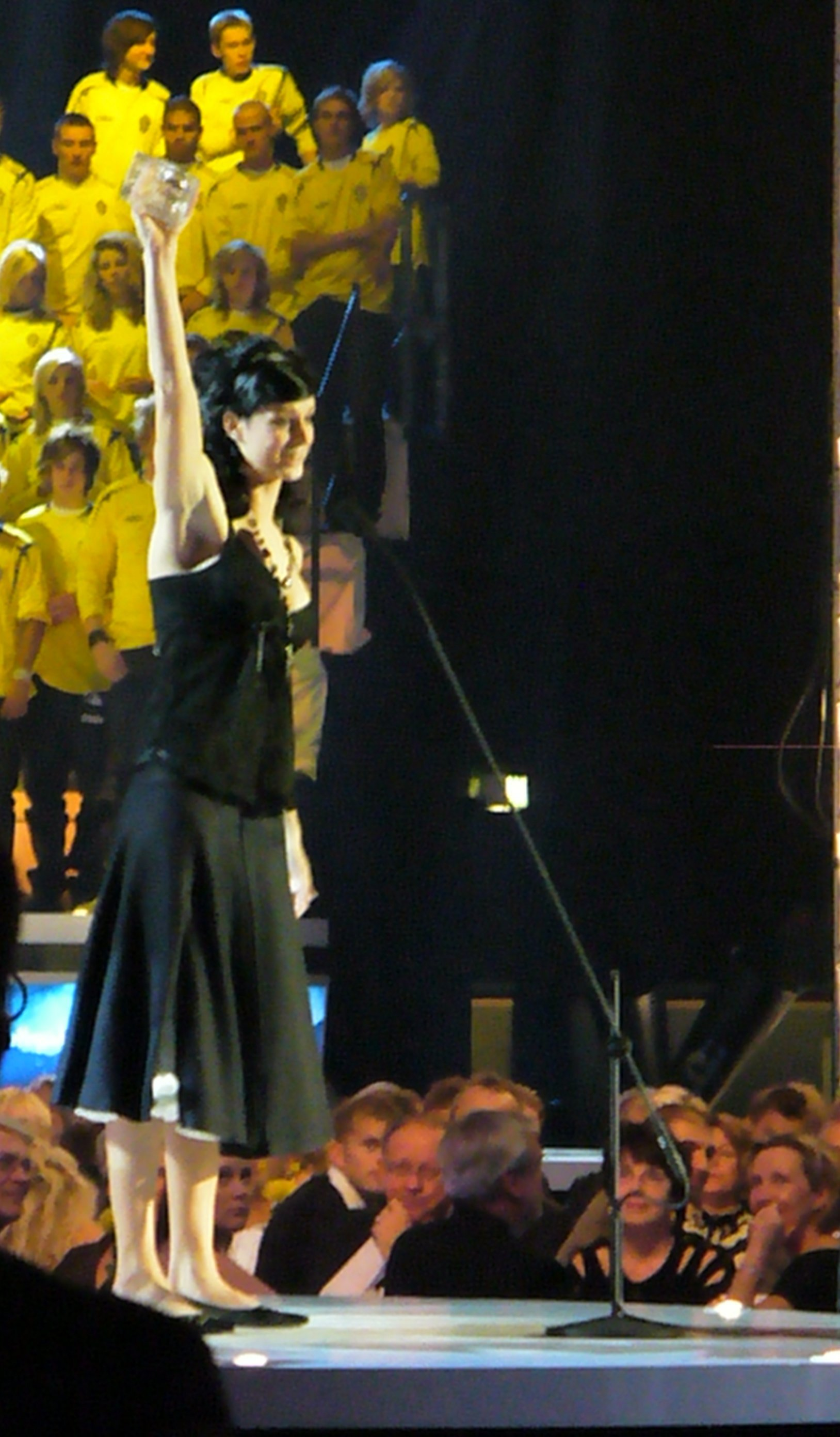
Lotta Schelin met de Diamantbollen op het voetbalgala 2006

Diamantbollen (De diamanten bal) is een Zweedse voetbalprijs die jaarlijks wordt uitgereikt door Sydsvenskan Dagbladet en de Zweedse voetbalbond aan de belangrijkste Zweedse vrouwelijke voetballer van het jaar. 

## Geschiedenis
Diamantbollen werd in 1990 gestart door de krant Arbetet samen met de Zweedse voetbalbond en wordt sinds 1995 op het jaarlijkse voetbalgala (Fotbollsgalan) uitgereikt. Toen de krant Arbetet failliet ging, nam Sydsvenskan Dagbladet hun rol over. De prijs is de vrouwelijke tegenhanger van de Guldbollen.
Sinds 2002 is de prijs een geblazen kristallen structuur met een holle top, ontworpen door Melanie Rydoff. Het logo en de naam van de speler zijn gegraveerd door kalligraaf Gun Larson.
In de jaren 1980-1989 werd een soortgelijke prijs uitgereikt, de årets fotbollstjej (vrouwelijke voetballer van het jaar).

## Årets fotbollstjej1980-1989
- 1980 - Anna Svenjeby, Kronängs IF
- 1981 - Pia Sundhage, Jitex BK
- 1982 - Anette Börjesson, Jitex BK
- 1983 - Elisabeth Leidinge, Jitex BK
- 1984 - Lena Videkull, Trollhättans IF
- 1985 - Eva Andersson, GIF Sundsvall
- 1986 - Gunilla Axén, Gideonsbergs IF
- 1987 - Eleonor Hultin, GAIS Göteborg
- 1988 - Lena Videkull, Öxabäcks IF
- 1989 - Eleonor Hultin, Jitex BK

## Diamantbollen 1990-
- 1990 - Eva Zeikfalvy, Malmö FF
- 1991 - Elisabeth Leidinge (2), Jitex BK
- 1992 - Anneli Andelén, Öxabäck/Mark IF
- 1993 - Lena Videkull (3), Malmö FF
- 1994 - Kristin Bengtsson, Hammarby IF
- 1995 - Malin Andersson, Älvsjö AIK
- 1996 - Malin Swedberg, Älvsjö AIK
- 1997 - Ulrika Karlsson, Bälinge IF
- 1998 - Victoria Svensson, Älvsjö AIK
- 1999 - Cecilia Sandell, Älvsjö AIK
- 2000 - Tina Nordlund, Umeå IK
- 2001 - Malin Moström, Umeå IK
- 2002 - Hanna Ljungberg, Umeå IK
- 2003 - Victoria Svensson (2), Djurgården/Älvsjö
- 2004 - Kristin Bengtsson (2), Djurgården/Älvsjö
- 2005 - Hanna Marklund, Sunnanå SK
- 2006 - Lotta Schelin, Göteborg FC
- 2007 - Therese Sjögran, LdB FC Malmö
- 2008 - Frida Östberg, Umeå IK
- 2009 - Caroline Seger, Linköpings FC
- 2010 - Therese Sjögran (2), LdB FC Malmö
- 2011 - Lotta Schelin (2), Olympique Lyonnais
- 2012 - Lotta Schelin (3), Olympique Lyonnais
- 2013 - Lotta Schelin (4), Olympique Lyonnais
- 2014 - Lotta Schelin (5), Olympique Lyonnais
- 2015 - Hedvig Lindahl, Chelsea LFC
- 2016 - Hedvig Lindahl (2), Chelsea LFC
- 2017 - Kosovare Asllani, Manchester City WFC/Linköpings FC
- 2018 - Nilla Fischer, VfL Wolfsburg
- 2019 - Caroline Seger, FC Rosengård
- 2020 - Magdalena Eriksson, Chelsea Ladies FC
- 2021 – Fridolina Rolfö, VfL Wolfsburg/FC Barcelona
- 2022 – Fridolina Rolfö, FC Barcelona
- 2023 – Elin Rubensson, BK Häcken FF